# The Spanish Inquisition

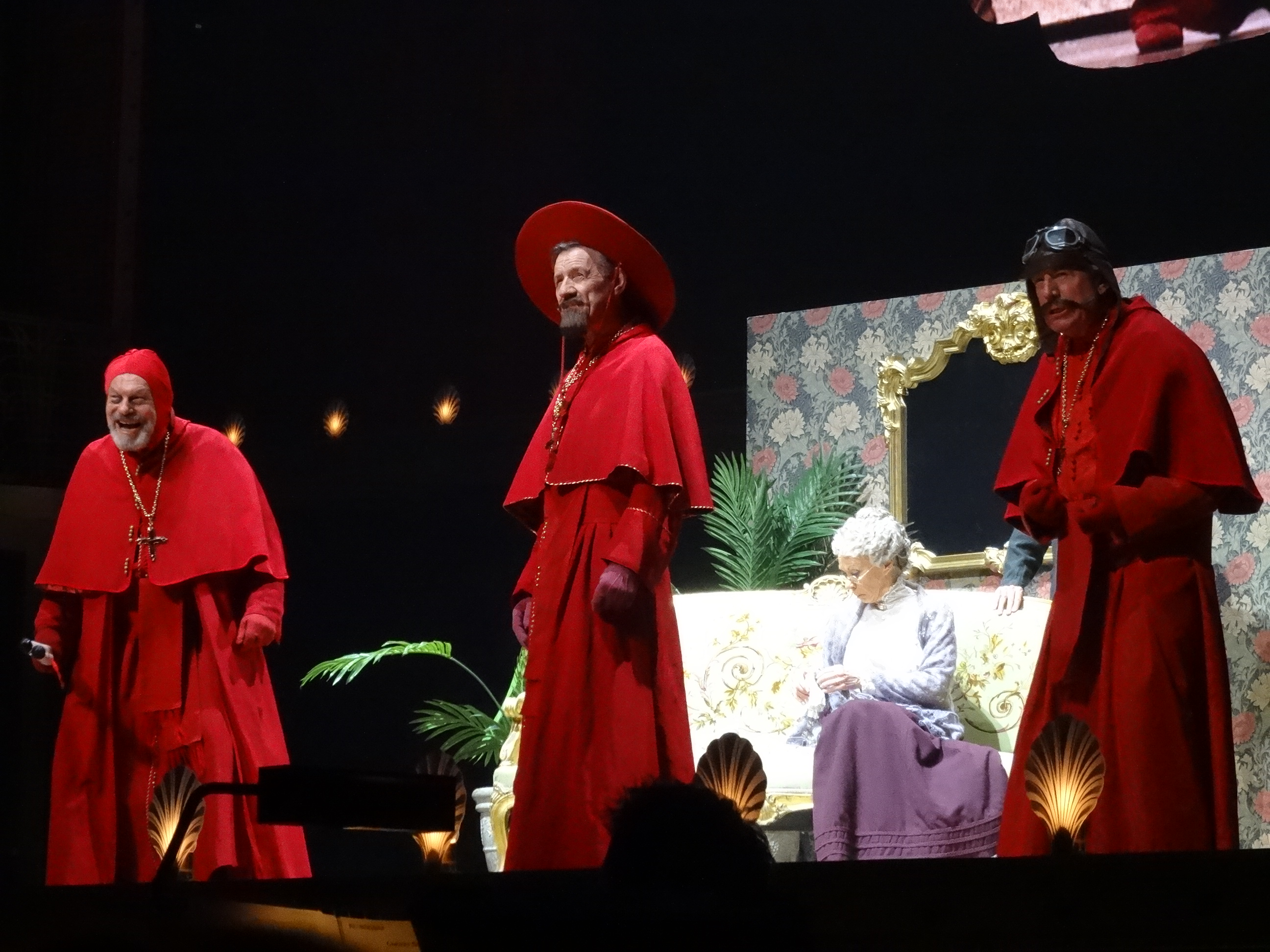
NIEmand verwacht de Spaanse Inquisitie! - live opvoering tijdens reünieoptreden in 2014

The Spanish Inquisition is een van de populairste Monty Python sketches uit het televisieprogramma Monty Python's Flying Circus. De belangrijkste catchphrase in deze sketch is: Nobody expects the Spanish Inquisition! (Niemand verwacht de Spaanse Inquisitie).
Niemand die gezond van geest is zou deze vorm van Spaanse Inquisitie verwacht hebben. De inquisiteurs gebruiken extreme martelmethoden als prikken met zachte kussens (poking with soft cushions) en gedwongen zitten in een comfortabele stoel (comfy chair) om een bekentenis van een ketter (een huisvrouw) af te dwingen. De inquisitie heeft veel problemen met het starten van haar onderzoek omdat ze verzandt in recitaties van haar belangrijkste wapens (chief weapons), waaronder angst, verrassing, meedogenloze doelmatigheid, een bijna fanatieke toewijding aan de paus en mooie rode uniformen (fear, surprise, ruthless efficiency, an almost fanatical devotion to the Pope, and nice red uniforms).
Dit was een gedurende de aflevering steeds terugkerende sketch, altijd voorafgegaan door een ongerelateerde sketch waarin een van de figuren geïrriteerd reageert op ondervraging: Ik had die Spaanse Inquisitie niet verwacht. (I didn't expect a kind of Spanish Inquisition!). Op dat punt stormt de Inquisitie - bestaande uit de kardinaals Jiménez  (Michael Palin), Biggles (Terry Jones) en Fang (Terry Gilliam) - de kamer binnen. Jiménez roept dan uit Níemand verwacht de Spaanse Inquisitie met bijzondere nadruk op de eerste lettergreep (Nobody expects the Spanish Inquisition!). Deze uitspraak is een veelgebruikte catch phrase.
De sketch is afkomstig uit de vijftiende aflevering van de televisieserie Monty Python's Flying Circus. De Spaanse Inquisitie verschijnt daarin bij diverse gelegenheden "onverwachts", totdat ze aan het eind van de aflevering niet op het "onverwachte" moment verschijnen. Terwijl de aftiteling voorbij rolt haasten de Inquisiteurs zich ergens naartoe waar ze niet verwacht worden, en arriveren pas als de woorden THE END (EINDE) al in beeld verschijnen, waarop Jiménez uitroept: Nobody expects the Sp...oh, bugger!".
Bugger was destijds een te schunnig woord voor een BBC-komedie, wat de reden was dat sommige BBC-regio's het uit de uitzending sneden.

## Trivia
- Mel Brooks heeft in zijn film History of the World: Part I een sketch opgenomen met een zingende en dansende inquisitie. Daarin doet Monty Python-lid John Cleese ook mee.
- Een variant op Nobody expects the Spanish Inquisition! komt voor in een Batmanstrip. Batgirl roept na een ondervraging uit Hey, slow down, I didn't expect the Spanish Inquisition!. Op de volgende pagina schreeuwt de Spaanse Inquisitie te paard Nobody expects the Spanish Inquisition!.
- Toen de Britse Abbey National Bank in 2004 bij verrassing overgenomen werd door de Spaanse Banco Santander, gebruikte The Now Show de catch phrase, Nobody expects the Spanish acquisition.